# Calypso (navă)

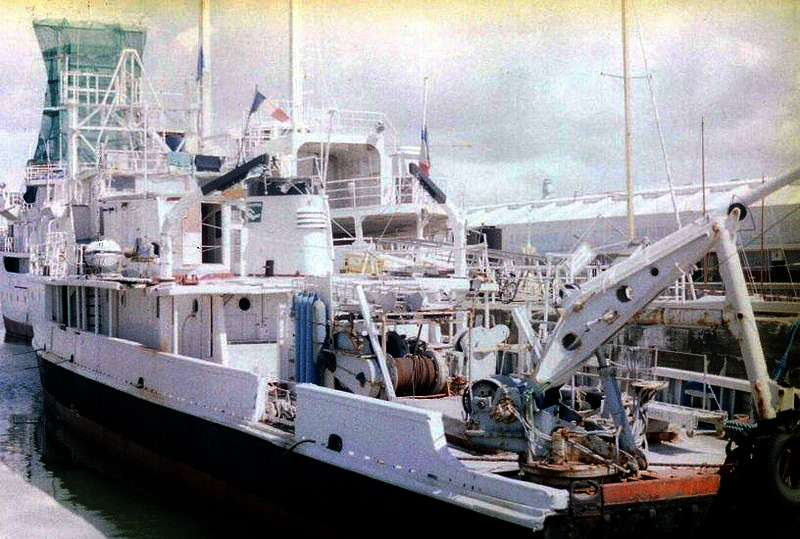
Calypso în portul La Rochelle în 1999

Calypso este numele unei nave oceanografice franceze cu care comandantul Jacques-Yves Cousteau a făcut campanii maritime de explorare științifică din 1950 până în ianuarie 1996.
Nava a fost inițial dragorul de mine BYMS-26 construit pentru marina engleză în 1942 la șantierul naval din Seattle, Washington, Statele Unite ale Americii. A fost lansat la 21 martie 1942 și întră în serviciu în 1943 cu denumirea HMS J-826. A operat în Marea Mediterană până în 1944 când este reclasată și adusă în portul Malta. Nava avea o construcție solidă cu dublă cocă din lemn, deplasament de 329 tone, 43 m lungime, 7,15 m lățime, un pescaj de 2,5 m și era prevăzută cu două motoare care acționau două elice.
Numele de Calypso l-a căpătat după al doilea război mondial când a funcționat ca feribot între Malta și Gozo, după numele nimfei Calypso ce își avea, conform Odiseei, sălașul pe o insulă din Marea Mediterană, presupusă ca putând fi Malta.
Calypso este cumpărată pentru Cousteau de milionarul englez Loel Guiness în anul 1950 care se oferă să finanțeze banii necesari reparațiilor și amenajărilor interioare pentru a transforma dragorul de mine în vas de cercetări oceanografice. Navei i se adaugă două catarge laterale unite printr-o punte, cu rolul unui post de observație. Aici a fost montat și un radar. Au fost amenajate noi spații pentru cabine și mai ales atașarea la prova, în lungul etravei a unei camere de observație submarină. Această cameră avea un număr de cinci hublouri pentru observație și pentru filmare subacvatică. A fost dotată cu telefon, aparat de filmat și cameră de televiziune care funcționau permanent transmițând imaginile pe un ecran aflat în cabina de comandă. Pentru sporirea capacităților de explorare submarină, au fost instalate și două minisubmarine (denumite „farfurii scufundătoare”), concepute chiar de Cousteau, SP-500 și SP-350.
Primele expediții oceanografice ale navei Calypso au început în anul 1950 în Marea Roșie cu scopul de a demonstra oamenilor de știință eficiența noilor aparate autonome de scufundare și posibilitățile acestora de folosire în domeniul biologiei și geologiei submarine. Printre oamenii de știință aflați la bordul lui Calypso s-au aflat biologii Pierre Drach și Gustave Cherbonnier, geologii Harun Taziev și Vladimir Nesterov. A fost efectuat un studiu biologic și geologic al Insulei coraligene Abu Latt din arhipelagul Simone.
Mulțumită zecilor de filme documentare turnate între 1950 și 1996 la bordul ei și difuzate la televiziune în întreaga lume, inclusiv țările comuniste, sub numele serial „Odisea submarină a echipei Cousteau”, nava Calypso a devenit celebră în ultima treime a secolului XX.

## Naufragiul
Calypso a fost lovită accidental în ianuarie 1996 de o mahonă în portul Singapore după care, la scurt timp, s-a scufundat. Avariat grav, vasul a rămas sub apă timp de trei săptămâni. Nava avea să fie ulterior ridicată la suprafață, readusă în Franța și ancorată în portul La Rochelle din 1998.

## Restaurarea
Organizația „Cousteau Society” și Francine Cousteau, văduva exploratorului, au strâns sumele necesare renovării muzeografice a navei Calypso pentru a deveni o expoziție educațională. Restaurarea navei Calypso a făcut parte din seria manifestărilor cuprinse în "anul centenarului": pe data de 10 iunie 2010 s-au sărbătorit 100 de ani de la nașterea exploratorului Jacques-Yves Cousteau.